# Groppo (torpediniera)
La Groppo è stata una torpediniera di scorta della Regia Marina.

## Storia
Moderna unità appartenente alla classe Ciclone, progettata appositamente per scortare convogli lungo le insidiate rotte per il Nordafrica, la torpediniera entrò in servizio nell'estate del 1942 ed operò intensamente in compiti di scorta sulle rotte tra Italia, Libia e Tunisia.
Verso le 9.30 del 20 novembre 1942 la Groppo ed un'altra torpediniera, la Perseo, lasciarono Biserta di scorta a due motonavi convertite in trasporti truppe, la Puccini e la Viminale, in navigazione di rientro verso l'Italia. Poco dopo l'una e mezza del pomeriggio di quel giorno il convoglio fu assalito da quattro cacciabombardieri statunitensi: gli aerei mitragliarono le navi italiane, uccidendo un uomo e ferendone altri sei sul Viminale, ma senza provocare danni rilevanti.
Il 25 novembre la Groppo individuò e bombardò con le proprie cariche di profondità il sommergibile britannico Utmost, in navigazione di rientro a Malta dopo una missione: l'unità britannica, colpita, affondò con tutto l'equipaggio nel punto 38º31' N e 12º01' E, una quarantina di miglia ad est/nordest di Capo San Vito siculo. 

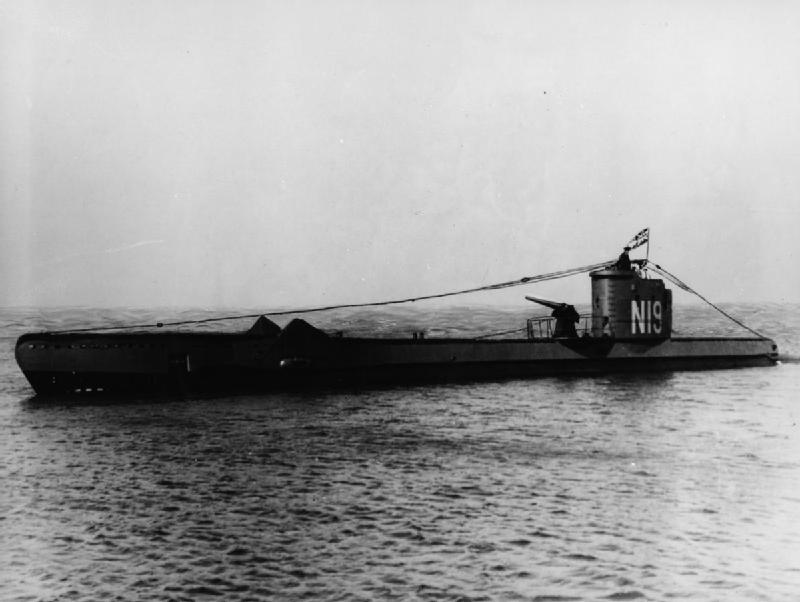
Il sommergibile britannico Utmost, affondato dal Groppo il 25 novembre 1942

Alle 14.30 del 30 novembre la Groppo salpò da Napoli per scortare in Tunisia il convoglio «B» (piroscafi Arlesiana, Achille Lauro, Campania, Menes e Lisboa) insieme alle torpediniere Sirio, Orione e Pallade; alla scorta furono successivamente aggregati anche la torpediniera Uragano (alle 17.10 del 1º dicembre) e la X Squadriglia Cacciatorpediniere (Maestrale, Grecale ed Ascari, aggiuntisi alle 19.35 dello stesso giorno), ma il convoglio fu comunque fatto rientrare alla notizia dell'uscita in mare della Forza Q britannica (incrociatori leggeri Aurora, Sirius ed Argonaut, cacciatorpediniere canadesi Quiberon e Quentin), che poi, nella notte del 2 dicembre, intercettò e distrusse il convoglio «H», che invece era stato fatto proseguire.
Il 15 gennaio 1943 la Groppo e le torpediniere Uragano e Clio stavano scortando il piroscafo Emma, quando questi fu silurato dal sommergibile britannico Splendid ed affondò nel punto 40º25' N e 13º56' E. 
Il 4 maggio 1943 la Groppo ed un'altra torpediniera, la Calliope, salparono da Napoli per scortare a Tunisi il piroscafo Sant'Antonio: si trattava del penultimo convoglio fatto partire per la Tunisia. Le tre navi rientrarono tuttavia in Italia senza raggiungere la propria destinazione (Tunisi fu occupata dalle truppe alleate il 7 maggio 1943).
Il 25 maggio dello stesso anno la torpediniera era ormeggiata a Messina quando la città fu devastata da 100 bombardieri della 9ª e 12ª USAAF: furono colpito sia gli obiettivi (porto, navi e scalo ferroviario) sia la città, con numerose vittime civili; tra le navi colpite vi fu anche la Groppo, che affondò nelle acque del porto.
Il relitto della Groppo giace ancora sul fondale..
Comandanti
Tenente di vascello Beniamino Farina (nato a Roma il 14 luglio 1910) (13 settembre 1942 - 5 aprile 1943)
Capitano di fregata Ernesto Forza (nato a Roma il 21 agosto 1900) (aprile -maggio 1943)